# PREMIS (metadades de preservació)
PREMIS (PREservation Metadata: Implementation Strategies) (Metadades de preservació: estratègies d'implementació) és un grup de treball internacional patrocinat per Online Computer Library Center (OCLC) i Research Libraries Group des de 2003-2005. Normalment amb "PREMIS" es refereix al Diccionari de Dades de PREMIS, però també es pot referir a l'esquema XML, al grup de treball o a tot, inclòs l'Activitat de Manteniment.

## Història i evolució
El grup de treball de PREMIS elaborà un informe denominat PREMIS Data Dictionary for Preservation Metadata (Diccionari de dades PREMIS de metadades de preservació) que inclou un diccionari de dades i informació sobre les metadades de preservació. El març de 2008 es va publicar la segona versió actualitzada (versió 2.0). La Library of Congress manté un esquema de representació de PREMIS en XML. Existeix una activitat de manteniment de PREMIS patrocinada per la Library of Congress. Una de les aportacions més importants del model de PREMIS és l'intent de sistematitzar els components d'un document electrònic.

## Què inclou?
El Diccionari de dades PREMIS defineix un conjunt d'unitats semàntiques fonamentals que han d'entendre els repositoris de preservació per a portar a terme les seves funcions de preservació. Una unitat semàntica és una peça d'informació o de coneixement. No defineixen els elements de metadades, aquests són una manera de representar la informació en un registre de metadades, en un esquema o en una base de dades. PREMIS no especifica com han de representar-se les metadades en un sistema, únicament defineix el que un repositori necessita entendre per portar a terme les funcions de preservació, se centra en el sistema i en la seva gestió i no en els autors del contingut digital. PREMIS s'utilitza fonamentalment per al disseny dels repositoris, per a la seva avaluació i per a l'intercanvi de paquets d'informació entre els diferents repositoris de preservació.
Algunes unitats semàntiques es defineixen com a "contenidors", no tenen un valor en si mateix sinó que agrupen unitats semàntiques relacionades. També hi ha els "contenidors d'extensió" que no disposen d'unitats semàntiques relacionades definides sinó que s'han dissenyat per a poder incorporar metadades no incloses en el diccionari de PREMIS o bé que procedeixen d'altres esquemes (per exemple: les metadades tècniques definides per altres diccionaris de dades).

## Què no inclou?
- Les metadades d'un format específic.
- Les específiques i les regles de negoci. Les regles de negoci codifiquen les estratègies de preservació i documenten les polítiques. Des de la perspectva arxivística i de la gestió documental les regles de negoci poden ser els períodes de retenció, la disposició, la valoració, la programació d'actualització de suports.[6]
- Les descriptives atès que hi ha d'altres estàndards per desciure aquestes metadades.
- La informació sobre el suport i el format (només les mínimes per identificar el suport i el format però no les específiques),
- la informació detallada sobre els agents (també cobert per altres estàndards).

## Quan utilitzar PREMIS?
PREMIS s'utilitza fonamentalment en el disseny de repositoris, per a la seva avaluació i per a l'intercanvi de paquets d'informació arxivada entre els repositoris de preservació.
- Els dissenyadors i/o desenvolupadors d'aplicacions de software de repositoris de preservació han d'utilitzar PREMIS com una guia sobre la informació que les esmentades aplicacions han d'obtenir i registrar o que d'alguna manera s'han de tenir en compte per a la gestió del repositori.

- Els que vulguin implementar un repositori de preservació, han d'utilitzar PREMIS com una llista de control per a avaluar els possible software. Els sistemes que suporten el Diccionari de dades de PREMIS seran més capaços de preservar els recursos d'informació a llarg termini.

- Un repositori actiu necessitarà en algun moment exportar els paquets d'informació emmagatzemada per a la seva ingesta en un altre repositori (per exemple migracions). PREMIS proporciona un conjunt comú d'elements de dades que poden entendre tant els repositoris d'exportació com els d'importació, especialment si s'utilitza l'esquema PREMIS XML.

## Tipologies d'entitats
El model de dades de PREMIS defineix 5 entitats que es varen considerar importants en el context de la preservació digital: entitats intel·lectuals, objectes, esdeveniments, drets i agents. Les unitats semàntiques definides en el Diccionari de Dades és una propietat d'una de les entitats del model de dades.
Les 5 entitats es defineixen de la següent manera:
1. Entitat intel·lectual: és un conjunt coherent de contingut que es considera com una única unitat intel·lectual que es pot descriure i preservar electrònicament. Són conceptuals, poden denominar-se “entitats bibliogràfiques”, “documents electrònics”, etc. Una imatge, un llibre, un plànol, una monografia, una base de dades o una pàgina web són alguns exemples de conjubts de contingut amb un significat comú.
Qualsevol unitat de contingut seria doncs una entitat intel·lectual. Però una mateixa entitat intel·lectual pot alhora contenir altres entitats intel·lectual. Per exemple, un lloc web pot incloure una pàgina web o una pàgina web pot contenir diverses imatges. També una entitat intel·lectual pot tenir una o més representacions, és a dir, el mateix contingut es pot manifestar de diverses maneres.
Les entitats intel·lectuals no es descriuen completament en el diccionari de dades de Premis atès que es poden enllaçar amb les metadades descriptives d'una representació digital, és a dir, PREMIS no defineix les metadades corresponents a les entitats intel·lectuals perquè existeixen molts altres estàndards de metadades deescriptives (per exemple: MARC21, EAD, Dublin Core, etc.)
Un objecte ha d'estar associat a l'entitat intel·lectual que representa mitjançant la inclusió d'un identificador de dita entitat a l'entitat objecte.

2. Objecte digital: és la unitat discreta d'informació en format digital. Han d'estar constituïts per un contingut (entitat intel·lectual), un format de dades (codificació i representació) i un perfil documental (metadades que descriuen el contingut, el context i l'estructura).
Els objectes són les que realment s'emmagatzema i es gestiona en un repositori de preservació. La major part de PREMIS es destaca per descriure els objectes digitals.
Cada objecte digital s'ha de documentar amb metadades amb vista a la preservació digital d'aquests. La informació a enregistrar són: la procedència que ve a ser el registre de la cadena de custòdia de l'objecte digital i la història dels canvis d'un objecte digital. Inclou el nom i la versió de l'aplicació creadora i la data de creació; els inhibidors que són les característiques d'un objecte al que es pretén l'accés, ús o migració. Els inhibidors inclouen la paraula de pas i encriptació; les propietats significatives que són les característiques d'un objecte que han de mantenir-se a través de les accions de preservació; els drets els quals són molt importants per saber què es pot fer amb un objecte.
La informació que es pot registrar inclou:
- l'identificador únic de l'objecte (tipus i valor),
- la fixesa (fixity) de la informació, com un missatge xifrat i l'algoritme emprat per obtenir-la,
- la mida de l'objecte,
- el format de l'objecte que es pot enllaçar amb un registre de formats o especificar-se directament,
- el nom original de l'objecte,
- informació sobre la seva creació,
- informació sobre els inhibidors,
- informació sobre les seves propietats significatives,
- informació sobre el seu entorn, que hardware i software es necessita per recuperar-lo i quines són les dependències amb altres objectes,
- on i en quin suport s'emmagetzema,
- informació sobre la firma digital, i
- les relacions amb d'altres objecte i altres tipus d'entitats.[10]

Les relacions defineixen qualsevol associació existent entre les entitats. Les relacions entre els objectes poden ser de tres tipus:
- relacions estructurals: són les que s'estableixen entre les diferents parts d'un objecte i en permeten la seva representació;
- relacions de derivació: són les que en resulten de la transformació o modificació d'un objecte. Malgrat que l'entitat intel·lectual de l'objecte sigui el mateix el nou objecte digital pot tenir un format i unes característiques diferents; i
- relacions de dependència: són les que existeixen quan un objecte necessita un altre de suport. Pot ser que no en formi part però sigui necessari per a la seva interpretació.[11]

Es difereixen 3 tipus d'objectes digitals: 
Fitxer (file): és la seqüència de bits amb una extensió entesa per un sistema operatiu. Obeeix a un format determinat i té uns atributs coneguts: capçalera, permisos, data de modificació, etc. Un fitxer pot ser llegit, modificat i copiat. Són exemples de fitxers: pdf (.pdf), Microsoft Word (.doc, .docx), o imatges (.TIFF, jpeg, etc.).

Representació: és el conjunt de fitxers, incloent les metadades estructurals que junt constitueixen una entitat intel·lectual. Una mateixa entitat intel·lectual pot tenir diverses representacions. Les metadades referents a la representació permeten la conversió d'un objecte digital en conceptes comprensibles per als humans.

Cadena de bits o Bitstream: són les dades inherents a un fitxer amb propietats rellevants per a la preservació, el conjunt de dadades binàries, contigus o no. Pot tenir atributs propis com identificadors, inhibidors o localitzacions. Una cadena de bits es pot convertir en un fitxer si se li afegeixen els elements estructurals que el configuren 

3. Esdeveniments: aquesta entitat agrupa les metadades amb informació sobre les accions que afecten almenys a un objecte i a un agent associat o conegut pel repositori de preservació.
Són exemples d'esdeveniments: migració de format, ingrés a un repositori, validació de signatures electròniques, segellat, consistència, eliminació, restauració, importació, etc.
La informació sobre els esdeveniments que es poden enregistrar són:
- l'identificador única de l'esdeveniment,
- el tipus d'esdeveniment,
- la data i hora,
- la descripció detallada, el resultat codificat,
- una descripció més detallada del resultat,
- els agents implicats i les seves funcions,
- els objectes implicats i les seves funcions.[12]

Es poden determinar quins esdeveniments s'han d'emmagatzemar i fins a quin nivell de detall. Els esdeveniments que enregistra PREMIS, són posteriors a la creació de l'objecte digital, des del moment de la seva ingesta en un repositori de preservació.
4. Agent: poden ser persones, organitzacions o programes / sistemes d'informació associats als esdeveniments durant tot el cicle de vida d'un objecte, o als drets lligats a un objecte. Són els actors amb funcions en els esdeveniments i en les mencions de drets. L'agent activa i realitza un esdeveniment orientat a la preservació. Només es defineixen un nombre mínim d'unitats semàntiques, atès que existeixen diversos estàndards externs (exemple: ISAAR (CPF) Arxivat 2013-06-21 a Wayback Machine. Norma Internacional sobre els Registres d'Autoritat d'Arxius relatius a Institucions, Persones i Famílies). No es defineixen les característiques dels agents.
5. Drets: són les declaracions d'un o diversos drets o permisos que pertanyen a un objecte o agent. Es va definir amb el fi de permetre a un repositori de preservació establir si té els drets o no per a portar a terme una determinada acció de forma automatitzada i documentar què avala dita decisió. PREMIS ho va centrar des de la perspectiva de la biblioteconomia, és a dir tenint en consideració als drets de propietat intel·lectual. Des de la perspectiva arxivística i de la gestió documental es pot incloure una extensió d'unitats semàntiques que enllacés amb els drets d'accés, ús i reutiització i les condicions d'aquests drets per exemple per a complir la protecció dels drets personals.
Se centra però en els permisos, és a dir, si un agent X concedeix el permís Y amb relació a l'objecte Z (exemples de drets són: dret de reproducció, explotació, transformació i/o distribució d'un objecte digital). Amb una finalitat concreta que podrien ser el de difusió, preservació, etc. o també poden ser els responsables que poden activar els esdeveniments per exemple l'arxiver en aplicació d'una TAAD sobre els objectes digitals, o la migració a un altre format per a la seva preservació, etc.)

## Els atributs de les unitats semàntiques
L'estructura de cada entrada inclou notes sobre com crear o utilitzar la unitat semàntica.
Cada entrada del Diccionari de Dades presenta els següents atributs:
- nom de la unitat semàntica
- components semàntics
- definició
- justificació
- limitacions
- categoria de l'objecte
- aplicabilitat
- exemples
- repetibilitat
- obligatorietat
- notes de creació i/o manteniment
- notes d'ús.[14]